# Kurt Griese
Kurt Griese (* 29. Juli 1910 in Kiel; † 26. Januar 1993 in Wiesbaden) war ein deutscher Kriminalpolizist und SS-Führer zur Zeit des Nationalsozialismus, der im Zweiten Weltkrieg den für Kriegsverbrechen verantwortlichen Einsatzgruppen der Sicherheitspolizei und des SD angehörte. In der Bundesrepublik Deutschland war er beim Bundeskriminalamt (BKA) in der Verwaltungsabteilung tätig.

## Zeit des Nationalsozialismus
Griese studierte nach dem Abitur Rechtswissenschaft, schloss das Studium aber nicht ab. Nach dem Studienabbruch trat er in den Polizeidienst ein und war zunächst in Frankfurt am Main und später in Kiel tätig. Im Zuge der Machtübergabe an die Nationalsozialisten wurde er 1933 Förderndes Mitglied der SS. Er betätigte sich als Amtswalter in der Reichsarbeitsfront und trat der NSV bei. Am 7. August 1937 beantragte er die Aufnahme in die NSDAP und wurde rückwirkend zum 1. Mai desselben Jahres aufgenommen (Mitgliedsnummer 4.424.695). Als Kommissarsanwärter trat er 1937 in Kiel einem SS-Sturm bei (SS-Nummer 337.262). Von Oktober 1938 bis Juli 1939 absolvierte er erfolgreich  den Kriminalkommissar-Lehrgang an der  Führerschule der Sipo und des SD in Berlin-Charlottenburg, den auch der spätere BKA-Präsident Paul Dickopf und dessen Vertreter Rolf Holle besuchte. Anschließend war er bei der Kriminalpolizei in Mannheim tätig.
Ende 1942 wurde er zum Einsatzkommando 3 der Einsatzgruppe A nach Litauen versetzt, das zu dieser Zeit insbesondere zur Bekämpfung von Partisanen, Ghettoauflösungen und der Deportation von Juden in Vernichtungs- und Zwangsarbeitslager eingesetzt war. Die Einsatzgruppe A war für den Massenmord an (zumeist jüdischen) Zivilisten verantwortlich. Griese wurde Ende Januar 1944 zum SS-Hauptsturmführer befördert, dem höchsten Rang, den er innerhalb der Schutzstaffel erreichte. Ab November 1944 war er zunächst Verbindungsoffizier des Befehlshabers der Sicherheitspolizei und des SD (BdS) Ostland zum 18. Armeeoberkommando der Heeresgruppe Nord und später in gleicher Funktion zum Höheren SS- und Polizeiführer.

## Nachkriegszeit
Nach Kriegsende befand sich Griese von August 1947 bis April 1948 in alliierter Internierung.  Er nahm seinen Wohnsitz in der Britischen Besatzungszone, wo er entnazifiziert wurde. Griese gelang es 1954 in den polizeilichen Dienst beim Bundeskriminalamt einzutreten, wo er in der Verwaltungsabteilung das Referat Hilfsdienste leitete. Durch Dickopf wurde Griese mit einem Gutachten beauftragt, das die erfolgreiche Teilnahme am Kriminalkommissar-Lehrgang zur NS-Zeit zum Eintritt in den Höheren Dienst und dem Erreichen aller Dienstgrade im BKA qualifizierte. Diese rechtlich zweifelhafte und teils auf NS-Bestimmungen fußende Expertise wurde durch das Bundesministerium des Innern anerkannt und eröffnete vielen NS-belasteten Polizisten im BKA trotz unzureichender Qualifikation den Eintritt in den Höheren Dienst. Bis zum Regierungskriminaldirektor befördert, trat Griese nach Erreichen der Altersgrenze 1970 in den Ruhestand. Ob Griese an Kriegsverbrechen beteiligt war, ist ungeklärt, staatsanwaltschaftliche Ermittlungen wurden gegen ihn nicht durchgeführt.